# Branca de plata
La Branca de plata o Rama de plata (en irlandès, An Craobh Airgid) és un símbol que es troba a la mitologia i la literatura irlandesa.
Destacat en el poema irlandès Immram Brain (El viatge de Bran), representa l'entrada a l'altre món celta, que els gal·lesos van anomenar Annwn i els irlandesos Tír na nÓg: «Per entrar a l'altre món abans de l'hora indicada marcada per la mort, sovint era necessari un passaport i aquesta era generalment una branca de plata de la pomera sagrada florida».
La branca també està associada a Manannán Mac Lir, una deïtat marina irlandesa amb forta afiliació a Tír na nÓg. Com a guardià de l'altre món, Manannán també té forts vincles amb Emhain Abhlach, l'illa de les pomeres, on es troba la branca màgica de plata de pomera. Tant la branca com Manannán apareixen a la història Les seves tres visites a Cormac, o L'aventura de Cormac a la terra de la promesa. Aquí, Manannán apareix a les muralles del rei Cormac (a Tara) sota l'aparença d'un guerrer que li va dir que venia d'una terra on es desconeixen la vellesa, la malaltia, la mort, la decadència i la falsedat (el Tir na nog). El rei va rebre una «branca de plata amb tres pomes daurades». Quan es sacsejava la branca, les pomes daurades produïen una música que podia fer dormir a la gent i guarir a la gent ferida, malalta i les dones després del part.
A més, a Immacallam in dá Thuarad (El diàleg dels dos savis), el símbol místic utilitzat per déus, fades, mags i per tots els iniciats que coneixen el misteri de la vida i la mort, es descriu així com un símbol druida: Neidhe (un jove bard que aspirava a succeir al seu pare com a major dels poetes d'Ulster), «va fer el seu viatge amb una branca de plata al damunt d'ell. Els Anradhs, o poetes del segon ordre, portaven una branca de plata, però els Ollamhs, o els poetes principals, portaven una branca d'or, tots els altres poetes portaven una branca de bronze».

## En la cultura popular
- The Silver Bough (La rama de plata) és un treball sobre folklore celta de Florence Marian McNeill, un folklorista escocès.
- The Silver Branch (La branca de plata) és el títol del segon llibre de la sèrie de llibres infantils de Rosemary Sutcliff The Roman Britain Trilogy (La trilogia dels romans britànics).[12]
- The Silver Bough és també el títol d'una novel·la de 1948 del novel·lista escocès Neil M. Gunn. Fa referència amb freqüència a la cançó de Silver Bough, cantada per la protagonista, i la protagonista té una cinta de plata musical amb pomes d'or creades per a la seva neta.